# ニューデシン
ニューデシン（neudesin）は、神経系前駆細胞が神経細胞への分化を促進する因子である。大脳皮質ニューロンの保護作用（生存維持活性）を持ち、ニューロンのMAPK、PI3K経路を活性化して、転写因子CREBのリン酸化を亢進する。2005年に京都大学で発見された蛋白質。
一方で、ニューデシンは肥満に関する分泌性因子としても機能しており、ニューデシンノックアウトマウスでは体温上昇、消費酸素量増加、交感神経系活性化、脂肪組織でのエネルギー消費亢進が見られた。